# Universal Space
Universal Space, également appelée UNIS, est une entreprise canadienne qui fabrique des jeux d'arcade (Jeu vidéo,, Jeu de rachat, prize game) basée en Chine,.

## Description
UNIS est une entreprise canadienne basée en chine dans le Guangdong, elle possède également des bureaux en Ontario au Canada et à Hong Kong. Fondé en 1993, UNIS a progressé pour devenir un des plus grands fabricants de machines de divertissement.

## Liste de jeux

### Jeu vidéo
- After Dark DLX
- Crazy Speed 2
- Batman
- After Dark STD
- Super Bikes 2
- Dirty Drivin’
- H2Overdrive
- Mighty Moto
- Super Bikes
- Crazy Speed Twin
- Crazy Speed
- Crazy Speed 3D
- Deadstorm Pirate

### Jeu de rachat
- Pirate’s Hook
- Up & Away
- Frost Island
- Squirt a Gator
- Congo Bongo
- Fruit Mania Xtreme
- Ring Em
- Toss Up
- FunFair Bash
- Fruit Mania
- Ducky Splash
- Astro Invasion
- Cowboy Shootout
- Whacky Froggy
- Waterpark Adventure
- Veggie Blast
- Tubin’ Twist
- Bike Rally
- Crab Catcher
- Dino Pop
- Cheeky Monkey Football
- Cheeky Monkey
- Hungry Froggy
- Apple Frenzy
- Pharaoh’s Treasure II
- Bed Monsters 2
- Extreme Hoops
- Wonder Ball Xtreme
- Pharaoh’s Treasure
- Hammer Fun
- Mr. Wolf
- Jumbo Air Hockey
- Ocean Air Hockey
- Boogie Down
- Jungle Drummer
- Crazy Hoop
- Funny Hamster
- Kiddie Xball
- Xball
- Tiger Bowl
- Raging Ape
- Slam A Winner
- Jackpot X-Treme
- Family Bowl 2
- Cooking Mama
- Disc O Winner
- Platinum Heights
- Wheel’M In
- Colorama Xtreme
- Colorama 4 player
- Gold Fort
- Pot of Gold